# Rugby Club Massy Essonne
Maillots
Actualités
Dernière mise à jour : 17 octobre 2024.
Le Rugby Club Massy Essonne est un club français de rugby à XV, basé à Massy (Essonne). Il appartient au comité d’Île-de-France.
Pour la saison 2024-2025, le RCME évolue en Nationale.

## Histoire

### Fondation du RC Massy
Né d’une scission du MAS omnisports en mai 1971, le Rugby Club massicois a rapidement atteint la deuxième division dès 1978, disputant même un match pour la montée en première division en 1984, perdu contre le RC Orléans. À l’occasion de la scission, le RCM abandonne les couleurs jaune et bleu pour adopter le bleu et le noir du blason de la ville.
Après une descente en 1992, le club remporte le titre de Champion de France de Troisième Division en 1998 et remonte à l’étage supérieur.

### Un club ambitieux dans les années 2000
En 2003, le club s’est doté d’un statut juridique (SASP) lui permettant d’attirer des partenaires commerciaux. L’ambition déclarée des dirigeants est alors de développer un intérêt populaire pour le club et d’intégrer la Pro D2 dans les quatre ans, en copiant l’évolution sur celle, réussie, du Stade français Paris, voisin régional. À cette occasion, le club a changé de dénomination, pour devenir le Rugby Club Massy Essonne. Promu en Fédérale 1 en 2004, sur tapis vert à la suite du refus de monter du RC La Valette, il fait partie des candidats à la montée lors de la saison 2006-2007.

### Massy, un club formateur
Le club est reconnu pour sa politique de formation, comme le prouvent les titres de Champion de France et plusieurs finales chez les cadets et les juniors. Le RCME recrute essentiellement en Essonne et dans le reste de l'Île-de-France. Ses plus beaux fleurons, comme Jimmy Marlu, Grégory Lamboley, Arnaud Marchois, Jérémy Hierso, Romain Millo-Chluski, Merab Kvirikashvili, Sekou Macalou, Julien Delbouis, Cameron Woki, Mike Tadjer, Yacouba Camara, Gabriel N'Gandebe, Lester Etien, Mathieu Bastareaud ou encore Léo Barré ont évolué au plus haut niveau, certains devenant même internationaux.

### Vice-champion de Fédérale 1 et montée en Pro D2 (2012)
Lors de la saison 2011-2012 de Fédérale 1, Massy se hisse jusqu'en finale, au détriment d'un des favoris à la montée, le Lille MR, mais perd contre Colomiers, ce qui ne l'empêche pas de se qualifier pour la Pro D2.
La saison 2012-2013 de Pro D2 sera plus difficile, et après 28 matchs, Massy ne peut plus revenir sur le premier non-relégable, Auch.
L'équipe est vice-championne de France espoirs 2012-2013 "niveau 3" avec l'équipe suivante :
Quentin Dziura-Keukelinck, Aubin Mendes, Quentin Morel, Dimer, Kévin Milhorat, Alexandre Navarro, Ellison Razafindrafahatra, Joannoteguy, Yvan Robin, Nicolas Pouplot, Abrahim Sako, Adrien Blot, Thibaud Alvarez, Benoît Verrier, Mohamed Haddou, Sylver Thion, Yacouba Camara, Damian Corbisier, Thomas Girard, Archil Kobauri, Jvozdnovic et Jubert.
Après une très belle saison 2013-2014, dans toutes les catégories et notamment en Fédérale 1, le RCME accède de nouveau à la Pro D2 accompagné de Montauban, contre lequel il perdra en finale 14 à 18. L'année suivante le club termine dernier de Pro D2 et est donc relégué.

### Champion de France Fédérale 1 et montée en Pro D2 (2017)
En 2017, le RCME est champion de France de Fédérale 1 Poule Élite et monte en Pro D2.
Le club se maintient l'année suivante en terminant douzième avant de redescendre en Fédérale 1 en 2019.

### Champion de France de Nationale et montée en Pro D2 (2022)
Lors de la saison 2020-2021, le RCME intègre le nouveau championnat de France de Nationale et termine à la cinquième place avec 57 points.
L'intersaison est marqué par le départ du formateur Morgan Champagne couronné de succès en poste depuis 2007 qui a notamment fait éclore beaucoup de talents partis aujourd'hui dans des clubs de Top 14 et de Pro D2. En 2022, Massy élimine Albi en demi-finale en remportant le match retour à domicile (40-10), comblant le retard pris lors de l'aller (21-9). Qualifié en finale de Nationale, Massy monte en Pro D2 et est champion de France en battant Soyaux-Angoulême (38-10).
Lors de la saison 2022-2023, Massy termine dernier de Pro D2 et redescend en Nationale avec l'US Carcassonne. 

## Identité visuelle
L'emblème du club est le Lion et sa devise : "Rêver Fort".

### Logo
À l'occasion des 50 ans du club, le RC Massy dévoile un nouveau logo lors de l'intersaison 2020,.

Évolution du logo
Ancien logo abandonné en juillet 2020.
Logo depuis juillet 2020.

## Infrastructures

### Stades

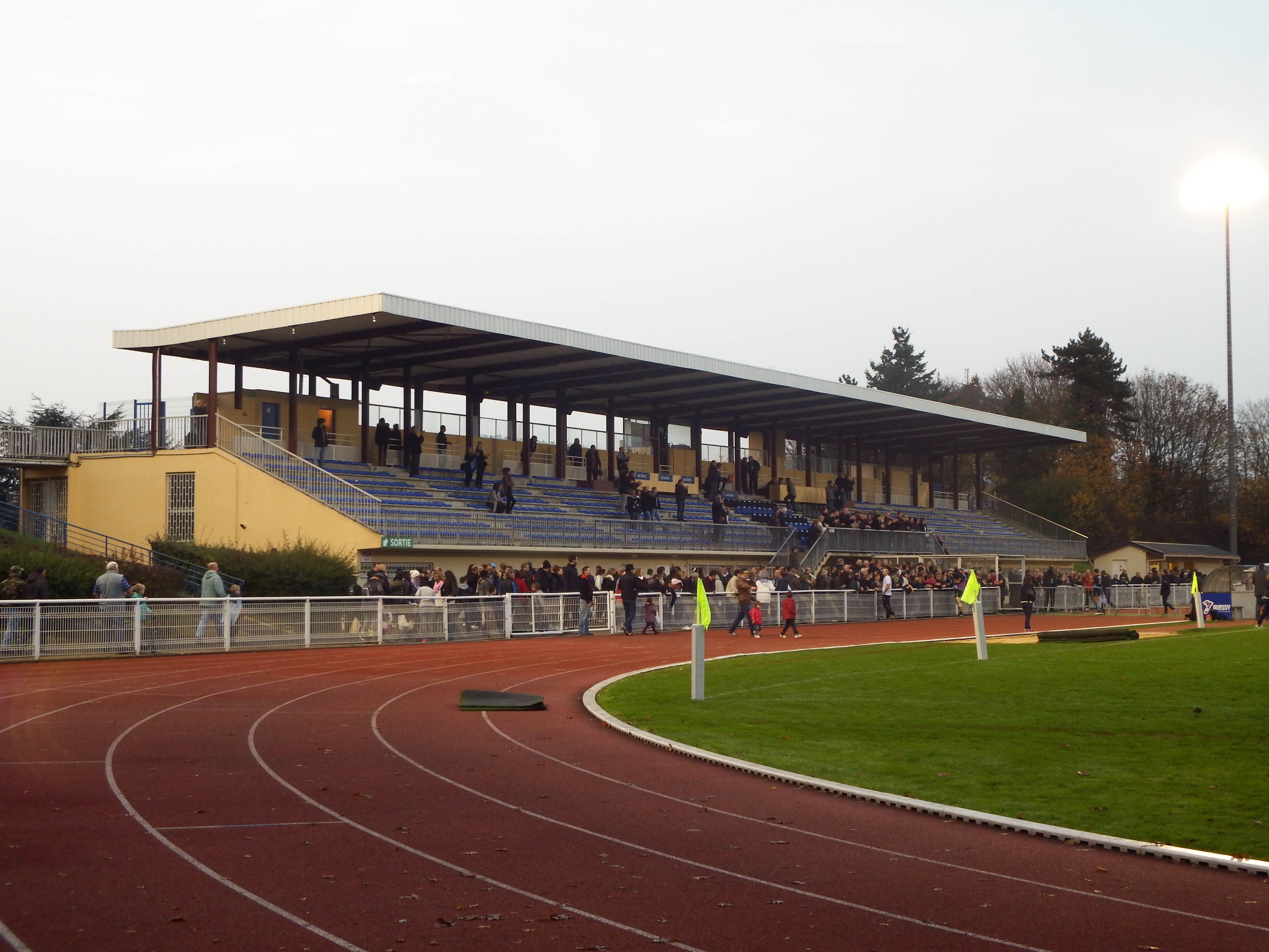
Le Stade Jules-Ladoumègue.

Le stade a une capacité de 3 000 spectateurs dont 2 300 places assises (1 300 en tribune officielle et 1 000 en tribune de face).

## Palmarès
| Compétitions nationales | Compétitions jeunes | Compétitions féminines |
| - Championnat de France de Nationale - Champion (1) : 2022 - Championnat de France de Fédérale 1 - Champion (1) : 2017 - Finaliste (2) : 2014, 2012 - Championnat de France troisième division - Champion (1) : 1998 - Champion de France à 7: 2014. - Champion de France Fédérale B (Réserves) troisième division 1998 - Finaliste du championnat de France 4e série en 1973 - Finaliste du championnat de France 2e série en 1974 | - Super Challenge - 15 ans 1992, 1998, 2019 - Champion de France Cadets Alamercery 1994, 2004 - Champion de France Cadets Jean-Teulière 2005 - Champion de France Juniors Crabos 2001 - Champion de France Cadets à 7 2010 - Vice champion de France espoirs 2012-2013 - Championnat de France espoirs de rugby à XV : Vainqueur de la finale d'accession 2018-2019 | - Accession à la Nationale 1 en 2014/2015 - Champion de France de troisième division 2000 (Entente Massy-Dourdan) - Champion d'Île-de-France 3e division en 2006 - L'entente Chilly/Massy naît en août 2017 - Vice-championne de France Elite 2 et accession en Top 16 en mai 2019 |

## Les finales du club
| Compétition | Dates de la finale | Vainqueur | Score   | Finaliste           | Lieu de la finale             | Spectateurs |
| ----------- | ------------------ | --------- | ------- | ------------------- | ----------------------------- | ----------- |
| Nationale   | 5 juin 2022        | RC Massy  | 38 - 10 | Soyaux Angoulême XV | Stade Ernest-Argelès, Blagnac |             |
| Fédérale 1  | 2012               |           |         |                     |                               |             |
| Fédérale 1  | 2014               |           |         |                     |                               |             |
| Fédérale 1  | 2017               | RC Massy  | -       |                     | -                             | -           |

| Compétition        | Date de la finale | Vainqueur | Score   | Finaliste | Lieu de la finale                             | Spectateurs |
| ------------------ | ----------------- | --------- | ------- | --------- | --------------------------------------------- | ----------- |
| Fédérale 1B        | 29/05/2016        | RC Massy  | 35 - 10 | Mauleon   | Stade Jean-Baptiste-FIlippi, Surgères         | -           |
| Fédérale 1B        | 18/05/2017        | FC Auch   | 21 - 18 | RC Massy  | Stade René-Lamarsaude, Isle-sur-Vienne        |             |
| Troisième division | 07/06/1998        | RC Massy  | 27 - 23 | Issoire   | Stade Albert Soubiran, Saint-Florent-sur-Cher | -           |

| Compétition                           | Date de la finale | Vainqueur | Score   | Finaliste | Lieu de la finale                 | Spectateurs |
| ------------------------------------- | ----------------- | --------- | ------- | --------- | --------------------------------- | ----------- |
| 4e série                              | 13/05/1973        | Nissan    | 23 - 4  | RC Massy  | Stade Jean-Etcheberry, Vienne     | -           |
| 2e série                              | 05/05/1974        | Navarrenx | 12 - 7  | RC Massy  | Stade municipal, Pons             | -           |
| Championnat de France de rugby à sept | 09/06:2014        | RC Massy  | 19 - 14 | RC Toulon | Stade des Chevaliers, Châteauroux | -           |

| Compétition                              | Date de la finale | Vainqueur        | Score   | Finaliste         | Lieu de la finale                       | Spectateurs |
| ---------------------------------------- | ----------------- | ---------------- | ------- | ----------------- | --------------------------------------- | ----------- |
| Cadets Alamercery                        | 28/05/1994        | RC Massy         | 15 - 3  | RC Narbonne       | Parc des Princes, Paris                 | -           |
| Cadets Alamercery                        | 29/05/1999        | Stade toulousain | 19 -13  | RC Massy          | Stade de France, Saint-Denis            |             |
| Coupe René Crabos                        | 03/06/2001        | RC Massy         | 22 - 14 | ASVEL Rugby       | Stade Gilles-Pothier, Chagny            |             |
| Cadets A                                 | 04/06/1995        | USA Perpignan    | 17 - 0  | RC Massy          | Stade Jean-Etcheberry, Vienne           | -           |
| Cadets A                                 | 06/06/2004        | RC Massy         | 23 - 20 | Castres olympique | Stade Albert-Bordes, Saint-Yrieix       |             |
| Cadets Teulière                          | 29/05/2005        | RC Massy, -      | -       | -                 | Parc municipal des sports, Saint-Junien |             |
| Ufolep Coupe Jules Coulon cadets         | 18/06/2006        | USA Perpignan    | 17 - 5  | RC Massy          | -                                       | -           |
| Challenge Yves du Manoir                 | 12/10/2008        | Stade toulousain | -       | RC Massy          | -                                       | -           |
| Challenge Marcel Michelin                | 17/04/2016        | RC Massy         | 3 - 3   | Stade toulousain  | Stade Marcel-Michelin, Clermont-Ferrand | 1000        |
| Super Challenge de France                | 1992              | RC Massy         | -       | -                 | Stadium, Toulouse                       | -           |
| Super Challenge de France                | 1998              | RC Massy         | -       | -                 | Stade Raoul-Barrière, Béziers           | -           |
| Super Challenge de France Midi olympique | 2019              | RC Massy         | -       | -                 | Stadium, Toulouse                       | -           |
| Challenge Gaudermen                      | 24/06/2022        | SU Agen          | 33 - 16 | RC Massy          | Stade de France, Saint-Denis            |             |

## Personnalités

### Joueurs notables formés au club
- Pierre-Henri Azagoh
- Aristide Barraud
- Léo Barré

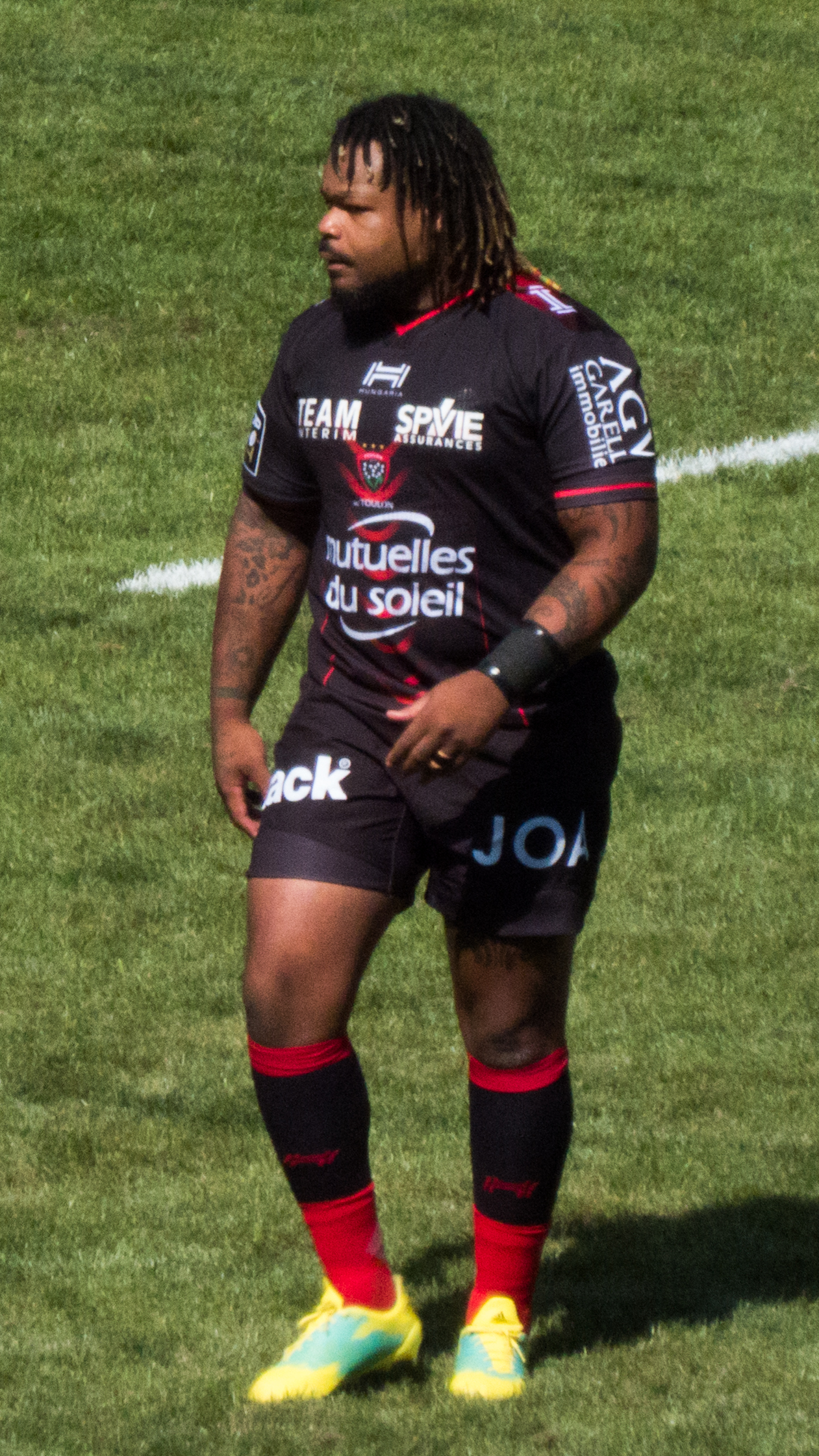
Mathieu Bastareaud
- Alexandre Bias
- Daniel Bibi Biziwu
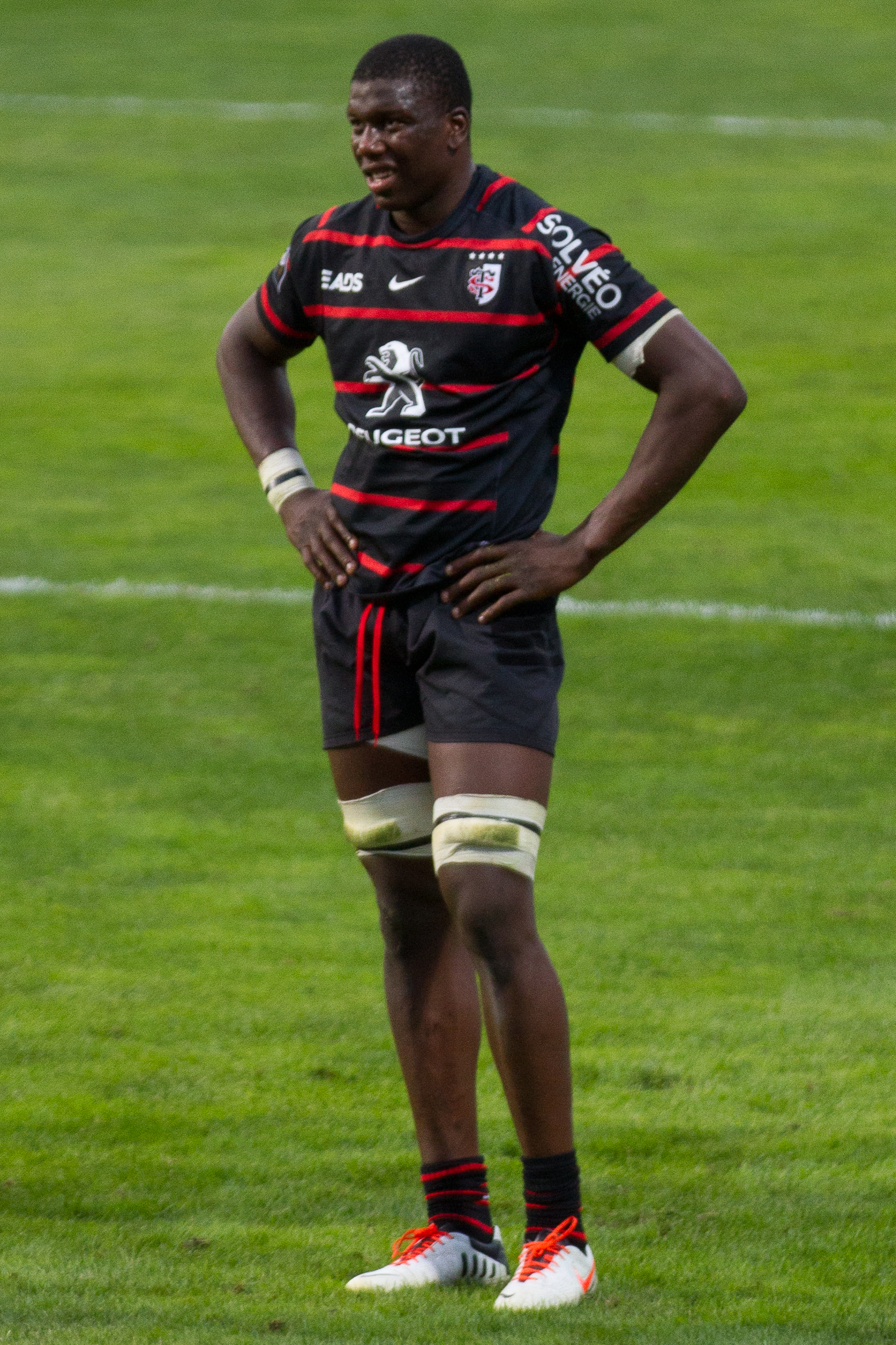
Yacouba Camara
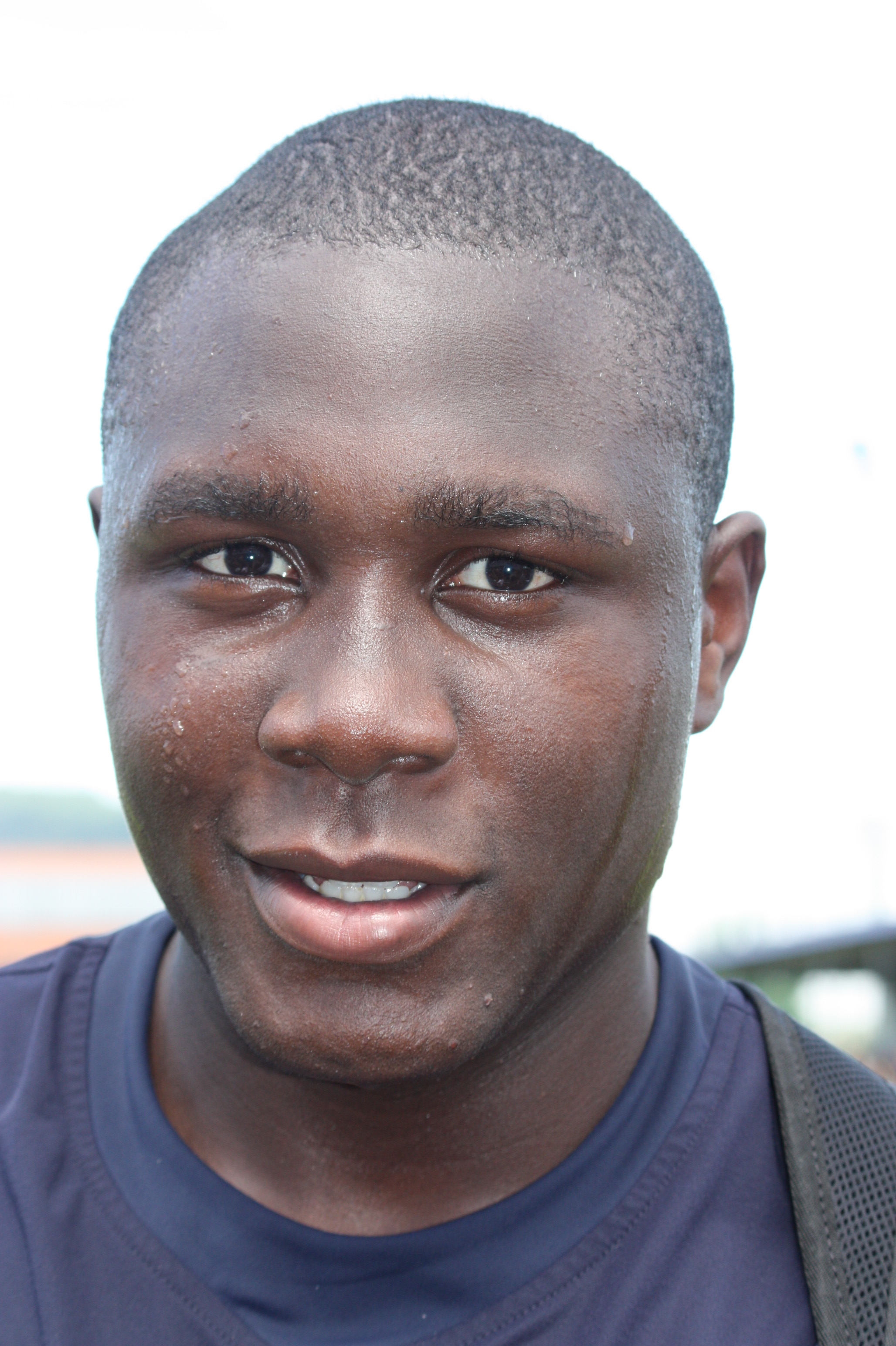
Judicaël Cancoriet
- Arthur Cestaro
- Dug Codjo
- Benjamin Dechartres
- Julien Delbouis
- Youri Delhommel
- Michel Denêtre
- Lester Etien
- Sidney Galopin
- Thomas Girard
- Emmanuel Felsina
- Jérémy Hierso
- Arthur Joly
- Sylvain Jonnet
- Jordan Joseph
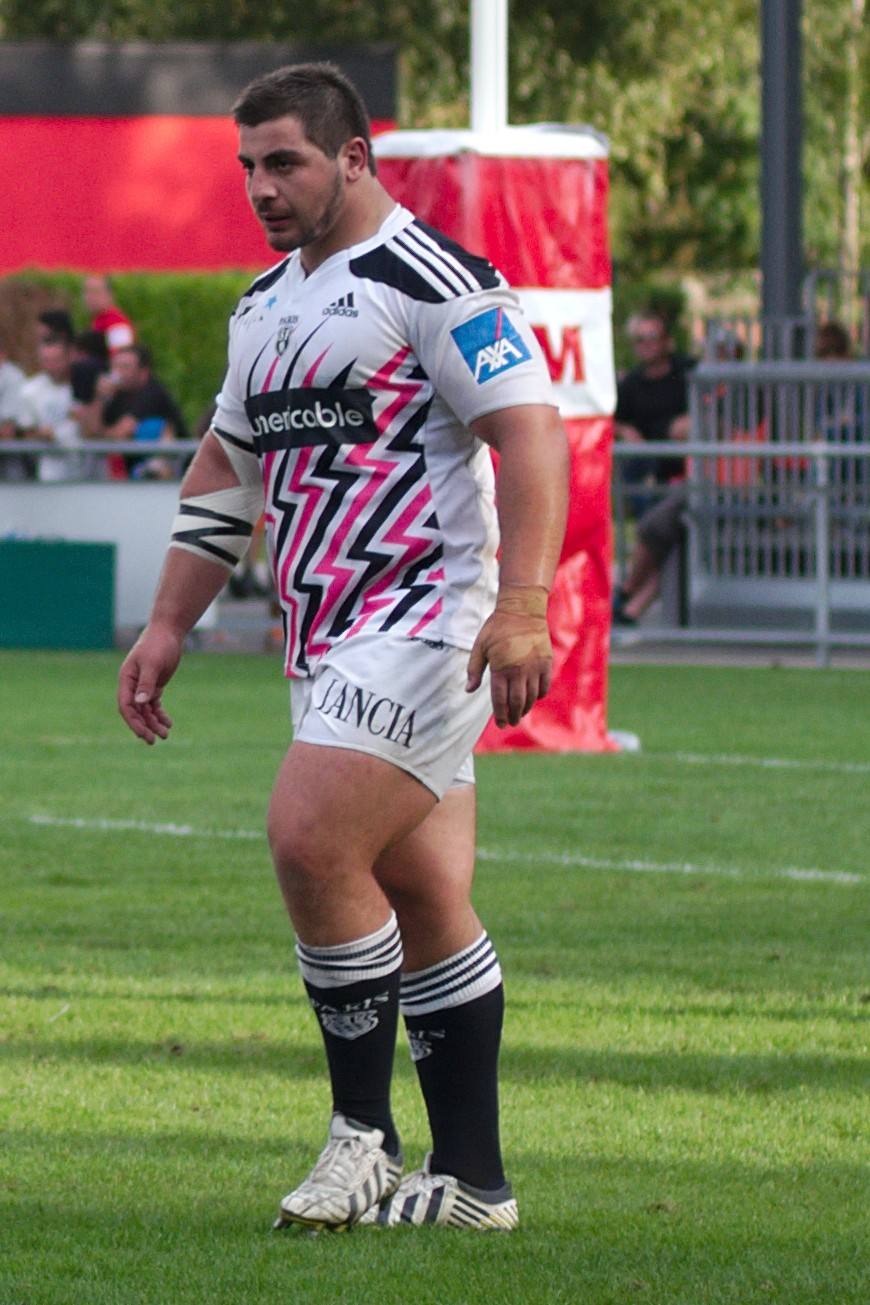
Davit Kubriashvili
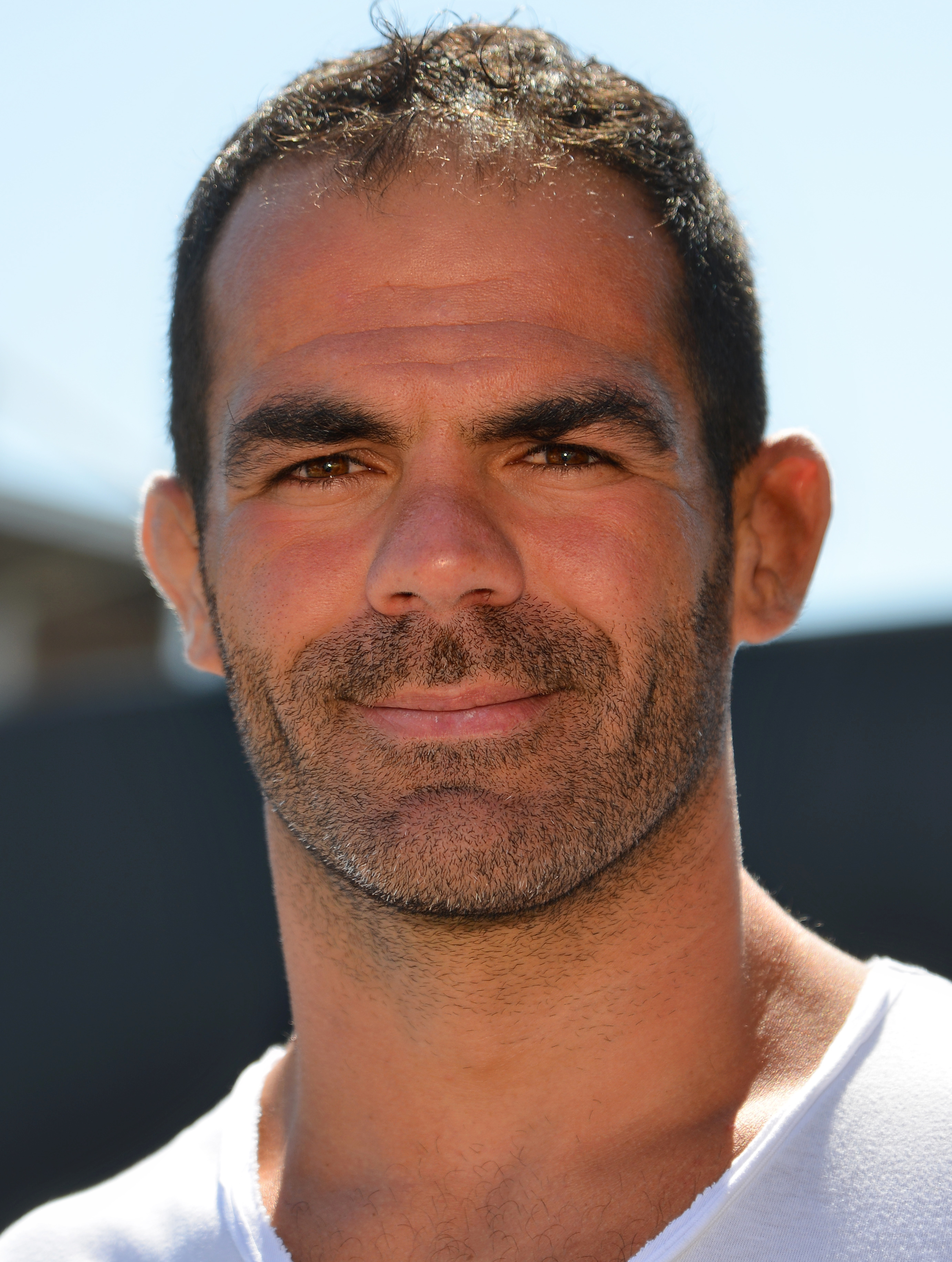
Grégory Lamboley
- Romain Lauga
- Sekou Macalou
- Steve Malonga
- Arnaud Marchois
- Jimmy Marlu
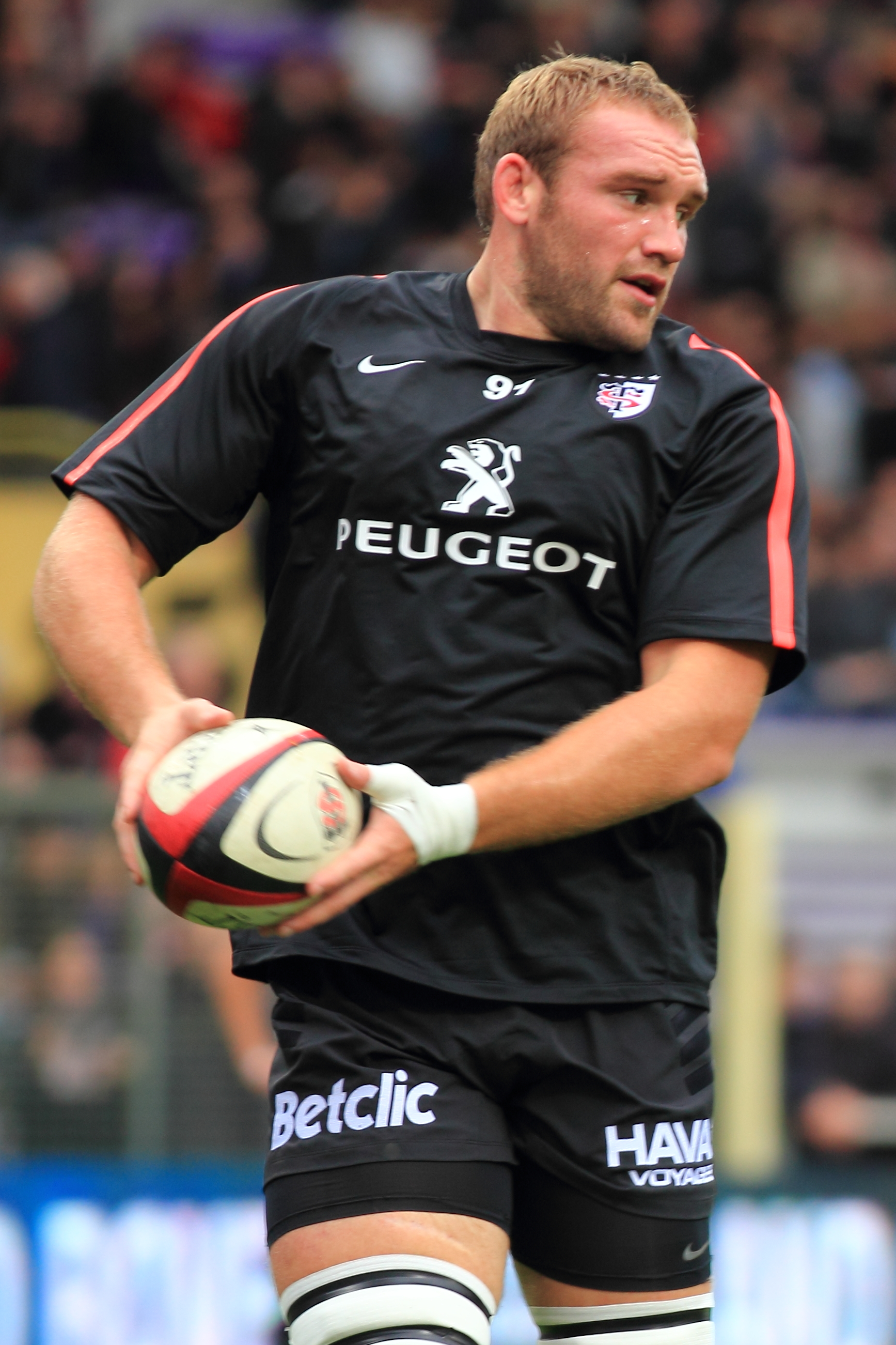
Romain Millo-Chlusky
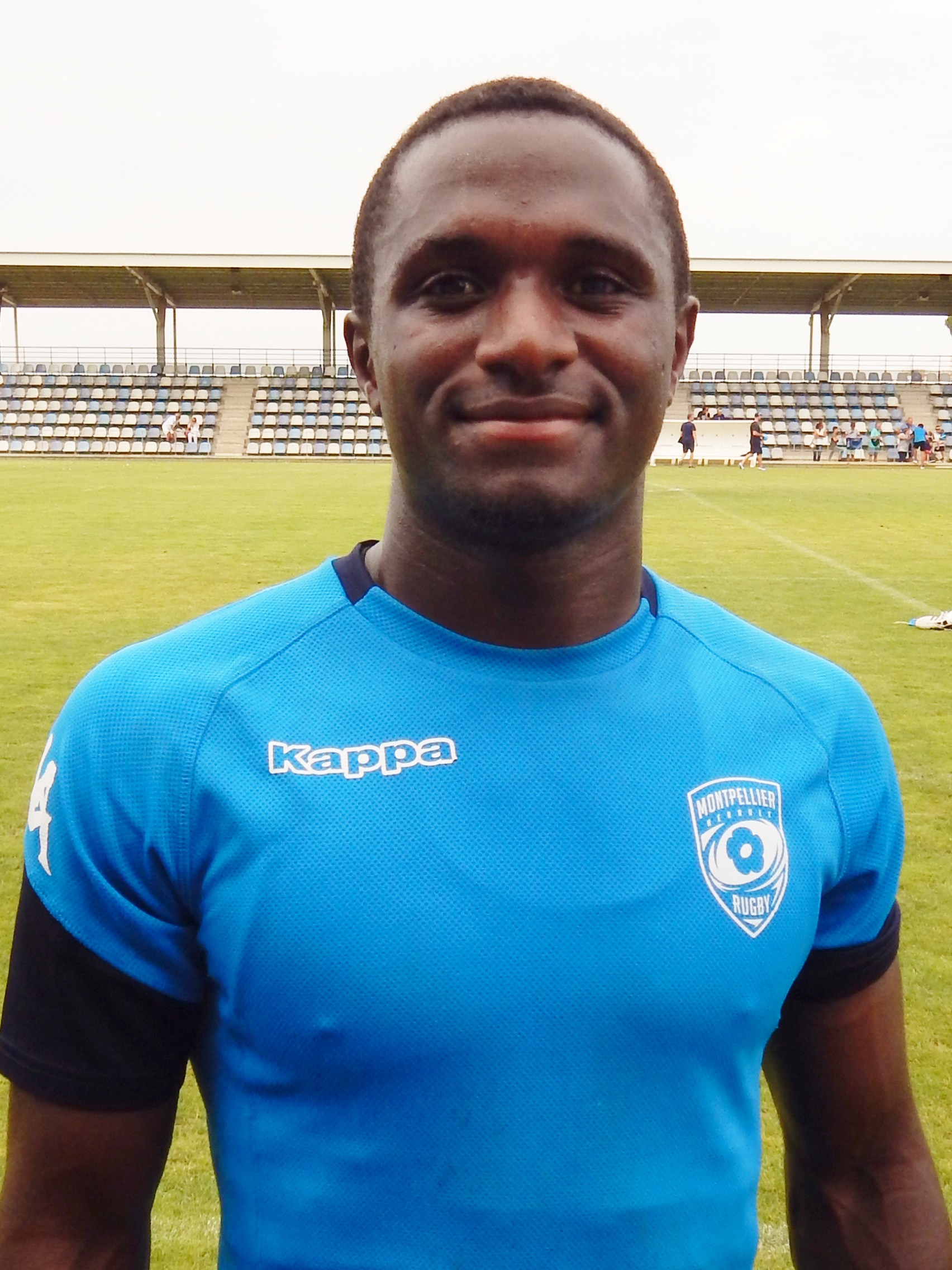
Gabriel N'Gandebe
- Yannick N'Gog
- Jean-Maurice Oulouma
- Maxime Payen
- Romain Raine
- Jordi Rougé
- Mike Tadjer
- Benjamin Tardy
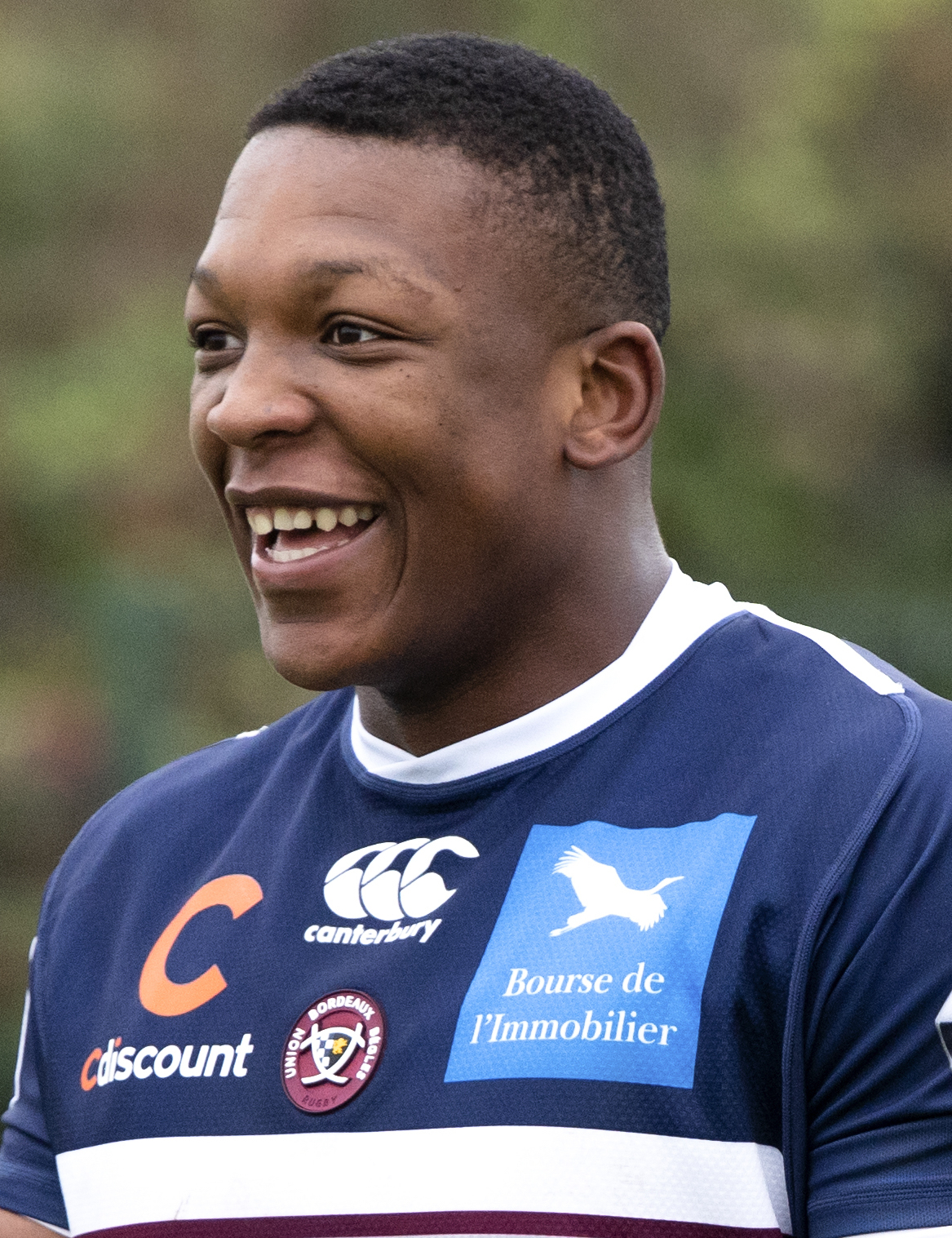
Cameron Woki
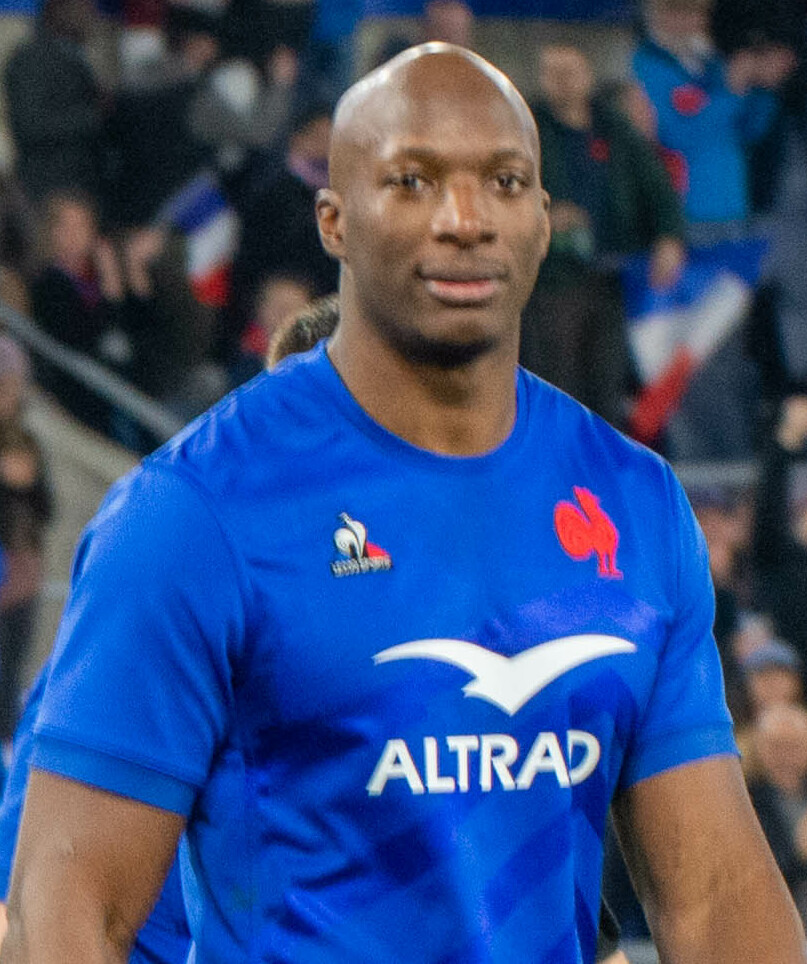
Sekou Macalou

- Karim Qadiri

- Mathieu Bastareaud
- Yacouba Camara
- Judicaël Cancoriet
- Davit Kubriashvili
- Grégory Lamboley
- Romain Millo-Chluski
- Gabriel N'Gandebe
- Cameron Woki
- Sekou Macalou

‌

### Effectif 2021-2022
| Nom                      | Poste            | Naissance  | Nationalité sportive | Sélections | Dernier club               |
| ------------------------ | ---------------- | ---------- | -------------------- | ---------- | -------------------------- |
| Pierre-Alexandre Duclieu | Talonneur        | 18/02/2000 | France               | -          | RC Vannes                  |
| Pierre Trassoudaine      | Talonneur        | 12/08/1992 | France               | -          | ASL Lavaur                 |
| Randy Grelleaud          | Talonneur        | 03/03/1998 | France               | -          | Formé au club              |
| Fernandez Correa         | Pilier           | 27/11/1997 | Sénégal              | -          | SU Agen                    |
| Matéo Sanguinetti        | Pilier           | 26/07/1992 | Uruguay              | 66         | Peñarol Rugby              |
| Robin Poipy              | Pilier           | 31/03/2000 | France               | -          | ASM Clermont               |
| Corentin Chabeaudie      | Pilier           | 03/02/1997 | France               | -          | Cognac Saint-Jean-d'Angély |
| Guiterembi Vickos        | Pilier           | 19/01/1992 | France               | -          | Suresnes                   |
| Baptiste Collet          | Pilier           | 15/05/2001 | France               | -          | Formé au club              |
| Nicolas Ferrer           | Pilier           | 05/04/1993 | France               | -          | AC Bobigny                 |
| Andrew Chauveau          | Deuxième Ligne   | 18/02/1992 | France               | -          | Auch                       |
| Kaman Gassama            | Deuxième Ligne   | 06/09/2000 | France               | -          | USON Nevers                |
| Ewan Coetzee             | Deuxième Ligne   | 16/10/1997 | Afrique du Sud       | -          | Griqualand West Griquas    |
| Evrard Dion Oulai        | Deuxième Ligne   | 22/06/1993 | Côte d'Ivoire        | -          | US Montauban               |
| Jordi Pleindoux          | Troisième ligne  | 27/03/1989 | France               | -          | Aubenas Vals               |
| Jérémie Brasseur         | Troisième ligne  | 03/07/2000 | Belgique             | 1          | Formé au club              |
| Maxime Danton            | Troisième ligne  | 06/01/1996 | France               | -          | Formé au club              |
| Nelson Lothaire          | Troisième ligne  | 24/01/2003 | France               | -          | Formé au club              |
| Tony Tissot              | Troisième ligne  | 30/07/2003 | France               | -          | Formé au club              |
| Joseph Penitito          | Troisième ligne  | 17/06/1994 | Samoa                | -          | Biarritz Olympique         |
| Yohan Gbizie             | Troisième ligne  | 17/07/1998 | France               | -          | US Carcassonne             |
| Jean-Baptiste Grenod     | Troisième ligne  | 13/03/1996 | France               | -          | Castres Olympique          |
| Alexandre Loubière       | Troisième ligne  | 31/03/1997 | France               | -          | US Montauban               |
| Jean-Maurcie Decubber    | Troisième ligne  | 10/09/1996 | Belgique             | 6          | Cognac Saint-Jean-d'Angély |
| Benjamin Prier           | Demi de mêlée    | 06/03/1991 | France               | -          | Formé au club              |
| Samuel Boissinot         | Demi de mêlée    | 26/11/1993 | France               | -          | AS Macôn                   |
| Kilian Marion            | Demi de mêlée    | 26/01/2001 | France               | -          | Formé au club              |
| Massimo Ortolan          | Demi d'ouverture | 13/10/1998 | France               | -          | Formé au club              |
| Jaun Kotze               | Demi d'ouverture | 18/05/1992 | Afrique du Sud       | -          | CS Beaune                  |
| Mathieu Guillomot        | Demi d'ouverture | 15/11/1993 | France               | -          | Rugby Lyons Piacenza       |
| Pieter Morton            | Centre           | 23/03/1992 | Afrique du Sud       | -          | SOC Chambéry               |
| Yérim Fall               | Centre           | 24/06/2003 | France               | -          | Formé au club              |
| Arthur Seigneuret        | Centre           | 21/01/2000 | France               | -          | Formé au club              |
| Victorien Jacomme        | Centre           | 23/10/1998 | France               | -          | Formé au club              |
| Alex Preira              | Ailier           | 30/12/1998 | France               | -          | Formé au club              |
| Yannis Dit-Robaglia      | Ailier           | 01/09/1998 | France               | -          | Formé au club              |
| Michel Hemou             | Ailier           | 28/11/2002 | France               | -          | Formé au club              |
| Uwa Tawalo               | Ailier           | 27/02/1992 | Fidji                | -          | Biarritz Olympique         |
| Dany Antunes             | Ailier           | 15/09/1997 | Portugal             | 4          | Formé au club              |
| Romain Clouté            | Arrière          | 18/03/1995 | France               | -          | Oloron                     |
| Martin Carré             | Arrière          | 11/04/1993 | France               | -          | SOC Chambéry               |
| Perry Mayo               | Arrière          | 09/04/2002 | France               | -          | Formé au club              |

Staff technique
| Nom                     | Fonction                            | Nationalité sportive | Provenance                        |
| ----------------------- | ----------------------------------- | -------------------- | --------------------------------- |
| Julien Maréchal         | Entraîneur des avants               | France               | US Ris Orangis                    |
| Jean-Baptiste Dimartino | Entraîneur des 3/4                  | France               | Rugby Club Massy Essonne (joueur) |
| Vincent Cocoynacq       | Préparation Physique et Performance | France               | Equipe de France U20              |

### Entraîneurs
- 2005-2007 : Matthys Stoltz
- 2007-2009 : Vincent Huet et Stéphane Gonin puis David Riquel
- 2008-2009 : Didier Faugeron et Victor Didebulidze
- 2009-2010 : Morgan Champagne et Victor Didebulidze
- 2010-2011 : Jean-Frédéric Dubois, Victor Didebulidze et Mathieu Blin en qualité de consultant sportif
- 2011-2013 : Jean-Frédéric Dubois, Victor Didebulidze et Olivier Magne en qualité de consultant sportif
- 2013-2015 : Olivier Nier et Victor Didebulidze
- 2015-2016 : Didier Faugeron (entraîneur en chef), Victor Didebulidze (avants) et Stéphane Gonin (arrières)
- 2016-2019 : Didier Faugeron (entraîneur en chef), Benoît Larousse (avants) et Stéphane Gonin (arrières)
- 2019-2021 : Morgan Champagne (directeur du rugby), Mathieu Bonello (avants) et Jean-Baptiste Dimartino (arrières)
- 2021- : Julien Maréchal (avants), Jean-Baptiste Dimartino (arrières) et Benoît Denoyelle (entraîneur adjoint - mêlée)

### Présidents

#### Présidents de la SASP
- 2005-2007 : Alain Tingaud
- 2007-2014 : Michel Antoine
- 2014-2018 : François Guionnet
- 2018- : François Guionnet et José Ramos

#### Présidents de l'association
- 2005-2010: Vincent Dupond
- 2010-2015: Vincent Dupond et David Turner
- 2015-2019: Serge Moronvalle
- 2019- : Serge Moronvalle et Lionel Tiron